# Мышев, Михаил Кузьмич
Михаи́л Кузьми́ч Мы́шев (1887—1974) — русский плотник-реставратор памятников деревянного зодчества Русского Севера, заслуженный работник культуры Карельской АССР (1973).

## Биография
Родился в крестьянской семье потомственного заонежского плотника Кузьмы Игнатьевича Мышева.
В десятилетнем возрасте отправлен учеником в Петербург в столярную мастерскую. Вернулся в родную деревню через три года, начал работать в плотницкой бригаде вместе с отцом и старшим братом. Строил с отцом многоглавую церковь в Толвуе, церковь в Палеостровском монастыре.
Служил в императорской армии бомбардиром береговой артиллерии в Кронштадте, демобилизован в 1916 году. Вернулся в Заонежье, числился крестьянином деревни Корба Толвуйского общества Петрозаводского уезда. Работал в строительных артелях.
В годы Великой Отечественной войны служил командиром строительного отряда.
В послевоенные годы работал бригадиром плотницкой бригады, принимал участие в реставрации деревянных памятников архитектуры в Новгороде, Ярославле, в Финляндии, в Карелии под руководством академика В. А. Ополовникова. Реставрировал Успенскую церковь в Кондопоге, Успенский собор в Кеми, Ильинский собор в Водлозере и другие деревянные церкви и часовни Русского Севера.
В 1967—1972 годах работал бригадиром плотников-реставраторов памятника мировой культуры — Кижского архитектурного ансамбля.

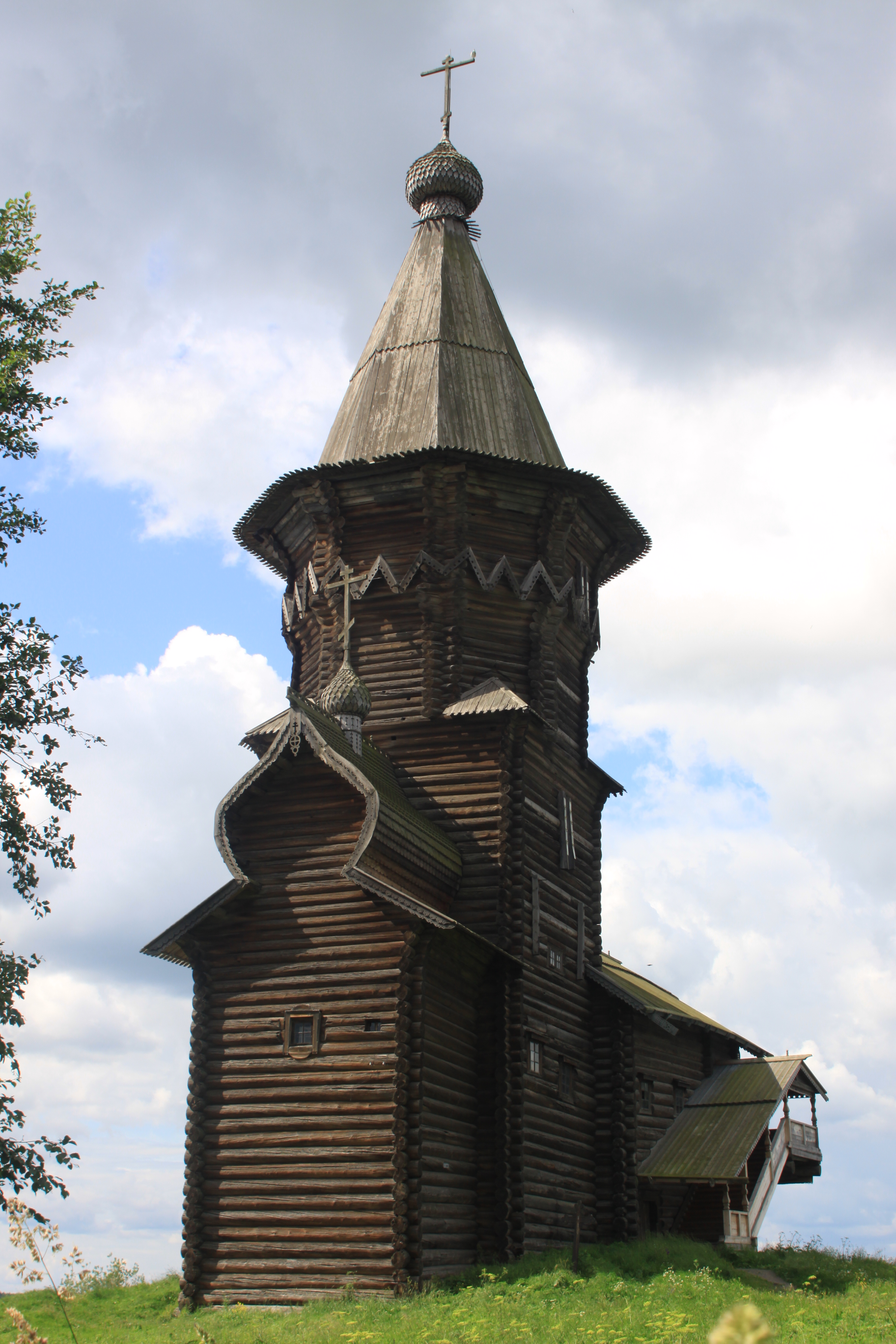
Успенская церковь в Кондопоге
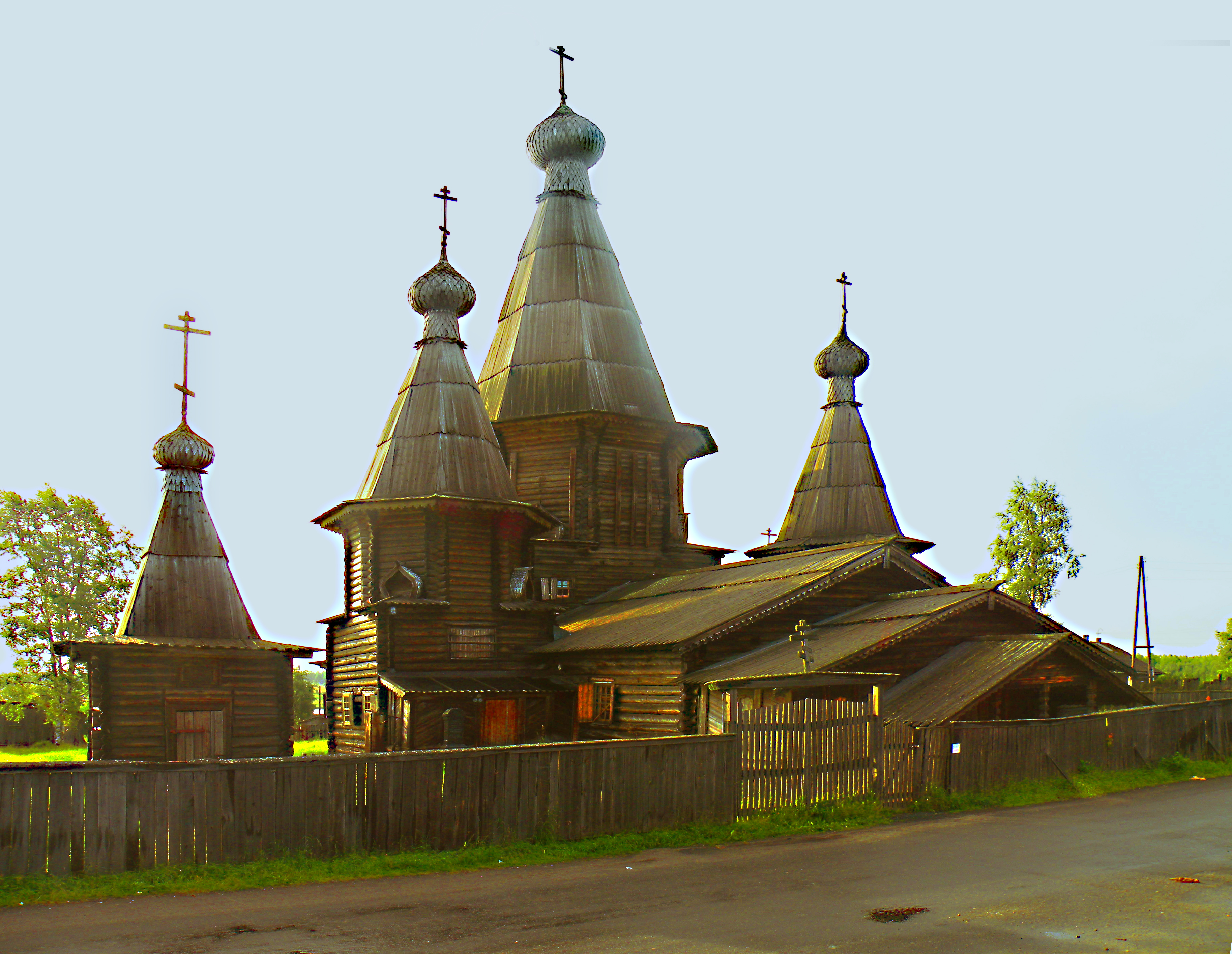
Успенский собор в Кеми
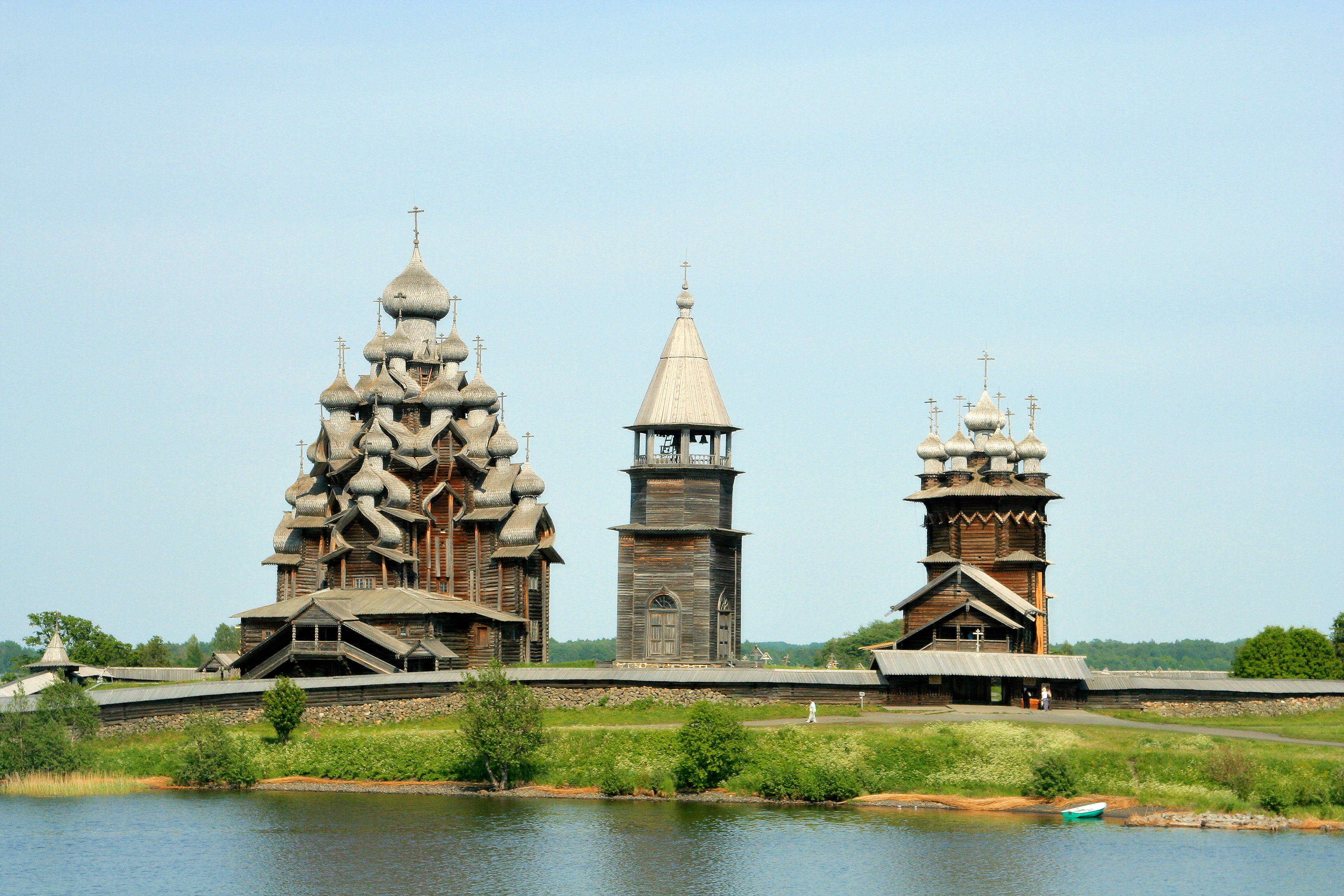
Кижский архитектурный ансамбль